# 精神保健参与員
精神保健参与員（せいしんほけんさんよいん）とは、心神喪失等の状態で重大な他害行為を行った者の医療及び観察等に関する法律第15条に定める、審判において精神保健福祉の観点から必要な意見を述べる者である。
厚生労働大臣は、精神保健参与員として任命すべき者の選任に資するため、毎年、政令で定めるところにより、精神保健福祉士その他の精神障害者の保健及び福祉に関する専門的知識及び技術を有する者の名簿を地方裁判所に送付しなければならない。